# THE OTOGIBANASHI'S
THE OTOGIBANASHI'S（ジ・オトギバナシズ）は、日本のヒップホップユニット。所属レーベルはSUMMIT。クリエイティブチーム「CreativeDrugStore」に所属。

## メンバー
- BIM（ビム）
- in-d（インディー）
- PalBedStock（パルベッドストック）

## 略歴

### 2011年
- Bimの呼びかけにより、THE OTOGIBANASHI'Sを結成。[1]

### 2012年
- 5月29日、YouTubeにミュージックビデオ「Pool」を投稿。このPVは、PUNPEEなどにTwitterで紹介された事で注目を集める。[1]

### 2013年
- 4月26日、デビューアルバム『TOY BOX』を発売。[2]タワーレコードによる「タワレコメン」に選出され、アルバムはbounce誌上で2013年のベスト作品の1つとして挙げられる。[3]
- 6月21日、THE OTOGIBANASHI'Sが率いるクルー「CreativeDrugStore」主催で「CreativeDrugStore PopUpShop Vol.1」を開催。
- 7月28日、フジロックフェスティバルに出演。[4]

### 2014年
- 11月15日、タワーレコード渋谷店リニューアル2周年記念コンピレーション、「TOWER RECORDS SHIBUYA 2nd ANNIVERSARY GROOVE COMPILATION」に参加。楽曲「タワーレコード」を提供。

### 2015年
- 1月、メディアプラットフォーム「Hypebeast」に「Department」のミュージックビデオが取り上げられる。
- また、イギリスのオンライン情報サイト「COMPLEX UK」の『The Best Japanese Hip-Hop 25 Artists you need to know[5]』にて日本を代表するHIPHOPアーティストとして選出された。
- 2月、ニューヨークに店を構える「The Good Company」のSoundCloudにてBimのミックステープが公開。
- 5月30日、Bimらが出演する映画『THE COCKPIT』が渋谷ユーロスペースにて公開される。監督は三宅唱。
- 6月27日、原宿のビームスTにて、CreativeDrugStore主催で「PopUpShop Vol.5」を開催。前日の夜から行列が出来始め、オープンから約1時間で商品は完売した。
- 7月30日、ストリート雑誌『WOOFIN'』にて表紙を飾り、スチャダラパーと対談。
- 8月5日、セカンドアルバム『BUSINESS CLASS』を発売。[6]
- 8月9日、「ピザ・プラネット」のミュージックビデオがスペースシャワーTVのレコメンドアーティスト部門に選出された。
- 8月10日、アップルストア表参道店にてインストアライブを行った。
- 8月20日、音楽雑誌CD Journalにて表紙を飾った。
- 11月18日、「CreativeDrugStore」主催で、新イベント「Creative Room vol.1」を開催。

### 2016年
- 4月20日、「Creative Room vol.2」を開催。
- 7月10日、「さんぴんCAMP20」に出演。[7]
- 7月18日、RIP SLYME主催「真夏のWOW」に出演。
- 8月20日、再びBeamsTにて「PopUpShop Vol.6」を開催。[8]
- 後日、「後の祭り」と称して、メンバー全員によるDJイベントが行われた。[9]
- 12月、創業40周年を迎えるBEAMSとスペースシャワーTVのタッグで実現した共同プログラム、"PLAN B"にて”BIM×THE OTOGIBANASHI'S×CreativeDrugStore”という形で12月のピックアップアーティストに選任された。[10][11]

### 2017年
- 1月14日、「Creative Room Vol.3」を開催。
- 5月5日、中目黒W＋K＋ Tokyoにて「PopUpShop Vol.7」を開催。
- 同日、in-dのファーストソロアルバム「d/o/s」を発売。
- 7月16日、RIP SLYME主催「真夜中のWOW」に出演。
- 9月16日、上海にて開催された「混凝草音乐节 CONCRETE & GRASS MUSIC FESTIVAL」に出演。

## ディスコグラフィ

### アルバム
|     | 発売日        | タイトル       | 規格品番  | 収録曲 | 備考              |
| --- | ------------- | -------------- | --------- | --- | ----------------- |
| 1st | 2013年4月26日 | TOY BOX        | SMMT-0026 | 1. "OPENING" [1:59] 2. K.E.M.U.R.I. [2:54] 3. Froth On Beer [1:54] 4. "LUNCHTIME" [1:25] 5. Pool [3:36] 6. Gana Gana Ganda [3:11] 7. Humlet [3:46] 8. Fountain Mountain [4:48] 9. "DINNERTIME" [1:19] 10. Closet [4:30] 11. Dawn [4:05] 12. "ENDING" [2:33] 13. Under The Bed [3:50]                                                                                  | オリコン最高136位 |
| 2nd | 2015年8月5日  | BUSINESS CLASS | XQMV-1001 | 1. 機内モード [2:51] 2. Department [3:53] 3. Year 1993 feat. MC S.MTN [2:54] 4. 逆走 [2:30] 5. ミッドナイト冷蔵庫 [2:38] 6. ピザプラネット [3:41] 7. 極東のシャーク [3:01] 8. 大脱出 [3:42] 9. Thank you for flying with us. [1:50] 10. PINK UNICORN [3:32] 11. エコノミークラス [3:16] 12. FISH EYE [2:36] 13. 出口はこちら [2:20] 14. Department 霊幻商场MIX [3:40] | オリコン最高103位 |

### ソロ
- 『6 Words Holiday feat. ERA』（2017年1月11日）/ BIM (VHSシングル、SUMMIT)

- 『d/o/s』(2017年5月5日) / in-d(アルバム、CreativeDrugStore)

### アナログ
- 『TOY BOX EP』（2013年9月14日）
- 『Department 10inch』（2016年9月1日）

### ミックステープ
- 『SUMMER SELECTED』 Bim&VaVa（2013年6月21日）
- 『Bim OTG - The Good Company Mixtape #7』 Bim（2015年2月）

### 参加楽曲
- 『Basquiat』 / BIM,KID8

VaVa【Blue Popcorn 】（2013年10月20日）
- 『タワーレコード』 / THE OTOGIBANASHI'S

V.A. 【TOWER RECORDS SHIBUYA 2nd ANNIVERSARY GROOVE COMPILATION】(2014年11月15日、渋谷店限定販売)
- 『出来ない男』 / BIM

SEEDA & DJ ISSO 【CONCRET GREEN 13】(2015年10月28日)
- 『Chapter Of Life』/ MONYPETZJNKMN (Prod. BIM)

MONYPETZJNKMN 【下】 (2016年4月20日)
- 『KAIRAKU feat. OMSB』/ TWINKLE+ (Prod. BIM)

TWINKLE+ 【JAPANESE YEDO MONKEY】(2017年6月7日)
- 『Nite Drive feat. BIM, I.C.I』 / BIM

JAZZ DOMMUNISTERS 【Cupid & Bataille, Dirty Microphone】(2017年6月7日)
- 『Theme Song feat. RIKKI, MARIA, DyyPRIDE, in-d, OMSB, BIM, JUMA, PUNPEE, GAPPER, USOWA』 / SUMMIT

SUMMIT 【Theme Songs】(2017年6月21日)

## 出演

### 映画
- 『シミラーバッドディファレント』 染谷将太 監督,脚本,出演 Bim（2013年12月20日）
- 『THE COCKPIT』 三宅唱 監督 Bim,OMSB,Hi'spec,VaVa,Heiyuu（2015年5月30日）

## ミュージックビデオ
| 曲名                        | 監督                | 出典   |
| Pool                        | Yuto Takagi         | [ 12 ] |
| K.E.M.U.R.I. (PBS ORIGINAL) | Yuto Takagi         | [ 13 ] |
| Fountain Mountain           | Yuto Takagi         | [ 14 ] |
| Closet                      | MA1LL               | [ 15 ] |
| Department                  | Yuto Takagi         | [ 16 ] |
| ピザ・プラネット            | Heiyuu              | [ 17 ] |
| 大脱出                      | Heiyuu ,Yuto Takagi | [ 18 ] |